# Marian Sarnacki
Marian Sarnacki (ur. w 1903) – polski lekkoatleta, specjalizujący się w biegach długodystansowych.

## Osiągnięcia
- Mistrzostwa Polski seniorów w lekkoatletyce (8 medali)[2]
  - Warszawa 1927
    - brązowy medal w biegu na 5000 m

  - Warszawa 1928
    - złoty medal w biegu na 3000 m z przeszkodami
    - złoty medal w biegu na 10 000 m
    - srebrny medal w biegu na 5000 m

  - Lublin 1928 (przełaje)
    - srebrny medal w biegu przełajowym na 9 km

  - Poznań 1929
    - złoty medal w biegu na 10 000 m
    - srebrny medal w biegu na 5000 m

  - Królewska Huta 1929 (przełaje)
    - brązowy medal w biegu przełajowym na 7,5 km